# Lappajärvi
Lappajärvi là một đô thị in Phần Lan. Vị trí ở tỉnh Tây Phần Lan trong vùng Nam Ostrobothnia. Đô thị này có dân số 3.792 (2003) và diện tích 523,80 km² trong đó có 102,45 km² là diện tích mặt nước. Mật độ dân số là 7,2 người trên mỗi km².
Dân đô thị này chỉ sử dụng tiếng Phần Lan
Hồ Lappajärvi, hồ nước mà đô thị này được đặt tên theo, là một miệng do thiên thạch tạo ra.
Nhân vật nổi bật địa phương có Timo Kotipelto thuộc ban nhạc power metal Phần Lan Stratovarius.